# Jarrell Miller
Jarrell Miller (* 15. Juli 1988 in Brooklyn, New York City) ist ein US-amerikanischer Boxer und aktueller ungeschlagener WBA-NABA- und WBO-NABO-Champion. Er wird von Harry Keit trainiert.

## Profikarriere
Am 18. Juli des Jahres 2009 gewann Miller in New York City gegen Darius Whitson durch technischen K. o. in Runde 1 sein Profidebüt. Seine nächsten drei Kämpfe entschied der 1,93 m große Linksausleger ebenfalls für sich durch T.K.o. In seinem 5. Fight erreichte Miller gegen seinen Landsmann Joey Dawejko über 4 Runden nur ein Unentschieden.
Im Jahre 2015 schlug Miller unter anderem Damon McCreary (15-4) durch technischen K. o. in der 2. Runde und Akhror Muralimov (16-1) durch klassischen K. o. in der 3. Runde.
Am 22. Januar 2016 sicherte sich Miller den WBA-NABA-Titel, als er Donovan Dennis (12-0) in einem auf 10 Runden angesetzten Kampf in der 7. Runde durch T.K.o. bezwang. Noch im selben Jahr schlug er Nick Guivas und Fred Kassi vorzeitig.
2017 stoppte Miller Gerald Washington sowie Mariusz Wach ebenfalls vorzeitig. Ende April 2018 siegte er gegen den Franzosen Johann Duhaupas nach Punkten. Am 6. Oktober desselben Jahres schlug er Tomasz Adamek durch klassischen Knockout in Runde 2 und am 17. November, ebenfalls desselben Jahres, Bogdan Dinu in Runde 4 ebenfalls durch klassischen K.o.
Miller sollte am 1. Juni 2019 gegen Weltmeister Anthony Joshua einen Titelkampf bestreiten. Nach einem positiven Dopingtest am 20. März 2019 wurde ihm die erforderliche Lizenz verweigert. Nachdem ein weiterer positiver Test bekannt wurde, gestand er das Dopingvergehen ein. Bereits im Jahr 2014 war er als Kickboxer positiv auf Methylhexanamin getestet und für neun Monate gesperrt worden.

## Liste der Profikämpfe
| 26 Siege (22 K.-o.-Siege), 1 Niederlagen, 2 Unentschieden |               |                                                                             |                                                                |                                                   |
| Jahr                                                      | Tag           | Ort                                                                         | Gegner                                                         | Ergebnis für Miller                               |
| 2009                                                      | 18. Juli      | Plattduetsche Park Restaurant, Franklin Square (New York), USA              | Darius Whitson Profidebüt                                      | Sieg / TKO 1. Runde                               |
| 2011                                                      | 19. Mai       | Roseland Ballroom, New York City, USA                                       | Isaac Villanueva                                               | Sieg / TKO 3. Runde                               |
| 2012                                                      | 21. April     | Cordon Bleu, New York City, USA                                             | Donnie Crawford                                                | Sieg / TKO 1. Runde                               |
| 2012                                                      | 19. Dezember  | Roseland Ballroom, New York City, USA                                       | Tyrone Gibson                                                  | Sieg / TKO 2. Runde                               |
| 2013                                                      | 19. Januar    | Mohegan Sun Casino, Uncasville (Connecticut), USA                           | Joey Dawejko                                                   | Unentschieden (einstimmig) / 4 Runden             |
| 2013                                                      | 25. September | Five Star Banquet, New York City, USA                                       | Tobias Rice                                                    | Sieg / Aufgabe 2. Runde                           |
| 2013                                                      | 7. November   | Martin’s Valley Mansion, Cockeysville (Maryland), USA                       | Willie Chisolm                                                 | Sieg / TKO 2. Runde                               |
| 2013                                                      | 18. Dezember  | Webster Hall, New York City, USA                                            | Sylvester Barron                                               | Sieg / TKO 2. Runde                               |
| 2014                                                      | 31. Januar    | Harrah’s Philadelphia, Chester (Pennsylvania), USA                          | Jon Hill                                                       | Sieg / TKO 4. Runde                               |
| 2014                                                      | 15. Mai       | Millenium Theater, New York City, USA                                       | Joshua Harris                                                  | Sieg / TKO 2. Runde                               |
| 2014                                                      | 13. November  | The Space at Westbury, Westbury (New York), USA                             | Rodricka Ray                                                   | Punktsieg (einstimmig) / 6 Runden                 |
| 2015                                                      | 9. Januar     | Chumash Casino, Santa Ynez (Kalifornien), USA                               | Aaron Kinch                                                    | Punktsieg (einstimmig) / 6 Runden                 |
| 2015                                                      | 17. April     | Grand Casino Hinckley, Hinckley (Minnesota), USA                            | Raymond Ochieng                                                | Sieg / TKO 1. Runde                               |
| 2015                                                      | 4. Juni       | Paramount Theatre, New York City, USA                                       | Damon McCreary                                                 | Sieg / TKO 2. Runde                               |
| 2015                                                      | 26. Juni      | Seneca Niagara Casino & Hotel, Niagara Falls (New York), USA                | Excell Holmes                                                  | Sieg / TKO 1. Runde                               |
| 2015                                                      | 23. Oktober   | Celebrity Theatre, Phoenix (Arizona), USA                                   | Akhror Muralimov                                               | Sieg / TKO 3. Runde                               |
| 2016                                                      | 22. Januar    | Casino Del Sol, Tucson (Arizona), USA                                       | Donovan Dennis WBA-NABA-Interims-Meisterschaft                 | Sieg / TKO 7. Runde                               |
| 2016                                                      | 27. Mai       | Seneca Niagara Casino & Hotel, Niagara Falls, Niagara Falls (New York), USA | Nick Guivas vakante WBO-NABO-Meisterschaft                     | Sieg / TKO 2. Runde                               |
| 2016                                                      | 19. August    | Rochester Rhinos Stadium, Rochester (New York), USA                         | Fred Kassi WBO-NABO-Titelverteidigung                          | Sieg / Aufgabe 3. Runde                           |
| 2017                                                      | 29. Juli      | Barclays Center, New York City, USA                                         | Gerald Washington                                              | Sieg / Aufgabe 8. Runde                           |
| 2017                                                      | 11. November  | Nassau Veterans Memorial Coliseum, Uniondale (New York), USA                | Mariusz Wach                                                   | Sieg / TKO 9. Runde                               |
| 2018                                                      | 28. April     | Barclays Center, New York City, USA                                         | Johann Duhaupas                                                | Punktsieg (einstimmig) / 12 Runden                |
| 2018                                                      | 6. Oktober    | Wintrust Arena, Chicago, USA                                                | Tomasz Adamek                                                  | Sieg / KO 2. Runde                                |
| 2018                                                      | 17. November  | Kansas Star Arena, Mulvane (Kansas), USA                                    | Bogdan Dinu interim WBA-NABA- & vakante WBO-NABO-Meisterschaft | Sieg / KO 4. Runde                                |
| 2022                                                      | 23. Juni      | Casino Buenos Aires, Buenos Aires, Argentinien                              | Ariel Esteban Bracamonte                                       | Punktsieg (einstimmig) / 12 Runden                |
| 2022                                                      | 23. Juli      | Embassy Suites Nashville SE, Murfreesboro, USA                              | Derek Cardenas                                                 | Sieg / TKO 4. Runde                               |
| 2023                                                      | 18. März      | Agenda Arena, Dubai, U.A.E.                                                 | Lucas Browne                                                   | Sieg / TKO 6. Runde                               |
| 2023                                                      | 23. Dezember  | Kingdom Arena, Riad, Saudi-Arabien                                          | Daniel Dubois (Boxer)                                          | Niederlage / TKO 10. Runde                        |
| 2024                                                      | 3. August     | BMO Stadium, Los Angeles, USA                                               | Andy Ruiz                                                      | Unentschieden (Mehrheitsentscheidung) / 12 Runden |
| Quelle: Jarrell Miller in der BoxRec-Datenbank            |               |                                                                             |                                                                |                                                   |